# Neppia jeanneli
Neppia jeanneli is een platworm (Platyhelminthes). De worm is tweeslachtig. De soort leeft in of nabij zoet water.
Het geslacht Neppia, waarin de platworm wordt geplaatst, wordt tot de familie Dugesiidae gerekend. De wetenschappelijke naam van de soort werd, als Planaria jeanneli, voor het eerst geldig gepubliceerd in 1913 door De Beauchamp.